# Monolog dramatyczny
Monolog dramatyczny (ang. dramatic monologue) – gatunek poezji lirycznej, należący do liryki pośredniej, w którym przedstawiona zostaje wypowiedź określonej (najczęściej już w tytule) osoby, mówiącej w określonej sytuacji. Monolog dramatyczny jest w istocie zakamuflowanym dialogiem, z którego wyjęte zostały słowa tylko jednego uczestnika. Wypowiedzi innej osoby lub innych osób można się zresztą domyślić z tego, co mówi podmiot liryczny. Prekursorem gatunku był siedemnastowieczny poeta metafizyczny John Donne, jako autor elegii To His Mistress Going to Bed (Do jego pani idącej do łóżka). Gatunek rozwinął się zwłaszcza w epoce wiktoriańskiej. Jego mistrzami byli Alfred Tennyson i Robert Browning. Najbardziej znane przykłady to Święty Szymon Słupnik Tennysona i Moja ostatnia księżna Browninga. Browning w monologach dramatycznych opowiedział historię w poemacie Pierścień i księga. Monolog dramatyczny podjęli poeci anglosaskiego modernizmu, w tym T.S. Eliot (Podróż trzech króli). Najbardziej klasycznym przykładem monologu dramatycznego w literaturze jest wiersz Antoniego Słonimskiego Odszczepieniec, będący imaginacyjną wypowiedzią cesarza rzymskiego Juliana Apostaty. Monologi dramatyczne są najczęściej pisane wierszem białym. W ten sposób zbudowała swój monolog Ksantypa angielska poetka Amy Levy:
What, have I waked again? I never thought
To see the rosy dawn, or ev'n this grey,
Dull, solemn stillness, ere the dawn has come.
The lamp burns low; low burns the lamp of life:
The still morn stays expectant, and my soul,
All weighted with a passive wonderment,
Waiteth and watcheth, waiteth for the dawn.
Come hither, maids; too soundly have ye slept
That should have watched me; nay, I would not chide--
Oft have I chidden, yet I would not chide
In this last hour;--now all should be at peace.
(Xantippe)